# نيشان الدولة للجمهورية التركية
نيشان الدولة للجمهورية التركية (بالتركية: Türkiye Cumhuriyeti Devlet Nişanı)‏ هو أعلى وسام رسمي يمنحه رئيس جمهورية تركيا يتم منحه لرؤساء الدول و الرعايا الأجانب.

## وصلات خارجية
- "Madalya ve Nişan Üretimi" (بالتركية). T.C. Hazine ve Maliye Bakanlığı Darphane ve Damga Matbaası Genel Müdürlüğü. Archived from the original on 2020-12-24. Retrieved 2020-02-14.